# 사보이아카리냐노가
사보이아카리냐노 가(이탈리아어: Savoia-Carignano)는 사보이아가의 분가로, 1831년에 단절된 사보이아 본가를 계승하였다.

## 역사
1620년 창설되어 7대 211년간 지속되었다. 사르데냐의 왕 카를로 펠리체의 사망으로 사보이아가 본가가 단절되자, 분가였던 카리냐뇨가의 카리냐뇨 공작 카를로 알베르토가 사르데냐의 왕으로 추대되어 사보이 왕가를 이었다. 

## 사보이아카리냐노가

### 카리냐뇨 공작
- 토마소 프란체스코 디 카리냐노 공작 (1620년-1656년)
- 에마누엘레 필리베르토 디 카리냐노 공작 (1656년-1709년)
- 비토리오 아메데오 1세 디 카리냐노 공작 (1709년-1741년)
- 루이지 비토리오 디 카리냐노 공작 (1741년-1778년)
- 비토리오 아메데오 2세 디 카리냐노 공작 (1778년-1780년)
- 카를로 에마누엘레 디 카리냐노 공작 (1780년-1800년)
- 카를로 알베르토 디 카리냐노 공작 (1800년-1831년)

카를로 알베르토가 사르데냐 왕국 국왕이 됨으로써, 사보이아카리냐노가가 사실상 사보이아가를 가리키게 된다.

## 같이 보기
- 사보이아가
- 이탈리아의 군주